# Pac-Man
Pac-Man (tudi Puck Man) je arkadna videoigra, ki jo je razvilo podjetje Namco, prvič pa izdala založba Midway Games leta 1979 na Japonskem. Od samega začetka pa do sedaj uživa Pac-Man sloves ene najbolj popularnih iger nasploh in ikone pop kulture osedesetih let prejšnjega stoletja. Postala je socialni fenomen, zaradi katerega je preteklo mnogo denarja celo v glasbeni industriji (album Pac-Man fever dua Buckner & Garcia), bila pa je omenjena tudiv mnogih televizijskih serijah.
Ko je Pac-Man prišel na tržišče je bila večina arkadnih računalniških iger v Severni Ameriki vesoljskih streljank, kot npr. Space Invaders in Defender. Ker v Pac-Manu ni bilo nasilja in je bil primeren tako za dečke kot za deklice, je doživel ogromen uspeh, zato ga pogosto priznavajo tudi za pomemben mejnik v zgodovini videoiger. Lik se pojavlja še v več kot 30-ih uradnih igrah in nadaljevanjih, neštetokrat pa v nepooblaščenih klonih.
Narejena je bila kot igralni avtomat ali kot samostojna naprava, ki se je priklapljala na televizijo preko koaksialnega priklopa za anteno.

## Način igranja
Igralec upravlja Pac-Mana, ki se na začetku igre znajde na sredini labirinta. Točke si pridobiva s tem, da žre manjše krogce, pri tem pa ga omejujejo pošasti ali duhovi. Če ga duh požre, Pac-Man izgubi življenje in se vrne na začetek. Če Pac-Man požre enega od štirih večjih krogcev, ki se nahajajo v kotih labirinta lahko žre duhove in si s tem za nekaj časa oddahne, potem pa se ti zopet pojavijo v sobici na sredini labirinta.
Novo življenje si lahko Pac-Man v klasični igri pridobi le enkrat in sicer, ko doseže 10000 točk (tudi 15 ali 20000 v različnih izdajah). Ko Pac-Man požre vse krogce, preide na višjo stopnjo, v vsaki višji stopnji se hitrost duhov veča.
Igra ima 50 stopenj, vendar ni znano, da bi kdorkoli uspešno odigral vse, saj je hitrost duhov že prej prevelika, da bi PacMan ušel.